# Ologeni, Prahova
Ologeni (mai vechi Pârlita) este un sat în comuna Poienarii Burchii din județul Prahova, Muntenia, România.
În 2011, satul avea 1483 de locuitori.